# Antiappennino apulo-garganico
L'Antiappennino apulo-garganico è un gruppo montuoso della Puglia esterno all'Appennino meridionale; comprende due distinti massicci: il Gargano e le Murge.

## Montagne principali
- Monte Calvo - 1.056 m
- Monte Spigno - 1.010 m